# Wielgolas Duchnowski
Wielgolas Duchnowski (prononciation : [vjɛlˈɡɔlas duxˈnɔfski]) est un village polonais de la gmina de Halinów dans le powiat de Mińsk de la voïvodie de Mazovie dans le centre-est de la Pologne.

## Histoire
De 1975 à 1998, le village appartenait administrativement à la voïvodie de Varsovie.